# 中正和平坊
中正和平坊，位于中国福建省漳州市龙文区蓝田镇西坑村，为一个省级文物保护单位，类型为古建筑，为第五批福建省文物保护单位，公布时间为2001年1月20日。
中正和平坊的历史年代为明。